# إحمال (هندسة برمجيات)
يُطْلَق مصطلح الإحمال (بالإنجليزية: Porting)‏ في هندسة البرمجيات على عملية تكييف برنامج ليمكن تشغيله على بيئة برمجية مختلفة عن تلك التي صُمِّم أصلا عليها أو للعمل عليها. يمكن أن تختلف البيئة الجديدة عن الأصلية في العتاد (معمارية الحاسوب مثلا) أو في النظام البرمجيّ (نظام التشغيل على سبيل المثال).
يُعدّ البرنامج مُحْمَلًا إذا كانت تكلفة إحماله إلى منصة جديدة أقل بكثير من تكلفة إنشائه من الصفر؛ تزيد نسبة قابلية الإحمال البرنامج كلما قلت تكلفة تكييفه للعمل في بيئة جديدة.